# Valentin Blănariu
Valentin Blănariu (n. 26 mai 1967

) este un deputat român, ales în 2012 din partea grupului parlamentar Democrat și Popular.
Pe 9 decembrie 2014 a trecut în deputați neafiliați, apoi s-a mutat în grupul parlamentar al Partidului Social Democrat (pe data de 29 iunie 2015).